# Auguste Blaesi

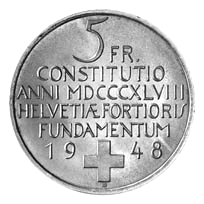
Revers d'une pièce émise en 1948 pour le Centenaire de la Constitution fédérale par Auguste Blaesi

Auguste Blaesi, né à Stans le 1er décembre 1903 et mort à Lucerne le 28 août 1979, est un sculpteur suisse.

## Biographie
Membre du Salon d'automne, on lui doit plusieurs statues de Lucerne. Il est aussi connu pour son monument en l'honneur de Melchior Paul von Deschwanden situé depuis 1933 dans les jardins de la Nidwaldner Kantonalbank à Stans.